# Jason Dawe (animateur de télévision)
Pour les articles homonymes, voir Jason Dawe et Dawe.
Jason Dawe, né en 1967 à Newlyn, Cornouailles, est un journaliste automobile britannique et un animateur de télévision. Il a notamment présenté la saison 1 de Top Gear aux côtés de Jeremy Clarkson et Richard Hammond. Il a été remplacé par James May.

## Sources
- (de) Cet article est partiellement ou en totalité issu de l’article de Wikipédia en allemand intitulé « Jason Dawe (Journalist) » (voir la liste des auteurs).

- (en) Cet article est partiellement ou en totalité issu de l’article de Wikipédia en anglais intitulé « Jason Dawe (TV presenter) » (voir la liste des auteurs).